# Fluviolanatus
Fluviolanatus is een geslacht van tweekleppigen uit de familie Trapezidae.

## Soorten
De volgende soorten zijn bij het geslacht ingedeeld:
- Fluviolanatus subtortus (Dunker, 1857)